# Беседы о русской культуре
Бесе́ды о ру́сской культу́ре — цикл авторских телевизионных передач литературоведа и культуролога Юрия Михайловича Лотмана, наиболее популярный в конце 1980-х годов в некоторой степени на основе соответствующего курса лекций в университете Тарту. Инициатива создания принадлежит режиссёру Евгении Хапонен — выпускнице кафедры истории русской литературы, название было выбрано самим автором. В 1986 году Эстонской студией телерадиовещания была записана первая передача, а всего до 1991 года было записано 35 лекций.
Ю. М. Лотман рассказывает зрителям о жизни российского дворянства пушкинской эпохи. Рассматриваются особенности дворянской службы, манеры, образ жизни, взаимоотношения.
Тексты телевизионных лекций впоследствии были опубликованы (в адаптированном виде) в журнале «Таллинн», а также в книге: Лотман Ю. М. Воспитание души: воспоминания, беседы, интервью, в мире пушкинской поэзии (сценарий), беседы о русской культуре (телевизионные лекции) / Ю. М. Лотман. — СПб.: Издательство «Искусство-СПБ», 2005.